# Leidya infelix
Leidya infelix är en kräftdjursart som beskrevs av Clements Robert Markham 2002. Leidya infelix ingår i släktet Leidya och familjen Bopyridae. Inga underarter finns listade i Catalogue of Life.